# كوردايتيات
الكوردايتيات (الاسم العلمي: Cordaitales)، وهي رتبة منقرضة من النباتات التي ربما كانت من الصنوبريات البدائية، أو ربما التي أدت إلى ظهور صنوبريات (المخروطيات)، والجنكة (الجنكويات) والسيكادس (السيكاديات). ولديها تركيبة تناسلية تشبه المخروط تذكرنا بالصنوبريات الحديثة. وظهرت الكوردايتيات خلال العصر الفحمي مشكلة أشجار كبيرة التي يبدو أنها كانت على الأراضي الجافة، في البيئات الاستوائية.